# Люксембург (область гражданского управления)
Область гражданского управления Люксембург (нем. CdZ-Gebiet Luxemburg) — территория Люксембурга, находившаяся в период с 1940 по 1944 годы под управлением немецкой гражданской администрации и предназначенная к полной германизации и последующего присоединения к территории Третьего рейха.

## История
Территория Люксембурга была занята немецкими войсками 10 мая 1940 года и сначала находилась под военным управлением. Специальным указом фюрера от 2 августа 1940 года территория Люксембурга была передана под управление немецкой гражданской администрации. Позднее планировалось включение этой территории в состав Третьего рейха и образование нового рейхсгау Мозельланд путём слияния Люксембурга с южной частью Рейнской провинции. Однако до конца войны это так и не было реализовано.
Густав Симон был назначен главой администрации Верховным командованием сухопутных войск 21 июля 1940 года. 29 июля в Люксембурге была провозглашена зона гражданского управления. Первоначально Симон подчинялся военному командованию в Бельгии и северной Франции, однако 2 августа его назначение было утверждено самим Адольфом Гитлером, что указывает на то, что он подчинялся непосредственно фюреру и никому другому. Это предоставило ему широкую степень автономии по отношению к военным и гражданским властям нацистской Германии.
Симон, который также был гауляйтером соседнего Гау-Трир-Кобленц, позже Мозельланда, возглавил пропагандистскую, а затем террористическую кампанию, известную как Heim ins Reich, направленную на то чтобы убедить население в том, что они были этническими немцами и естественной частью Третьего рейха. Его целью было «как можно скорее вернуть Люксембург немецкой нации». Он был убежден, что люксембуржцам нужен только должный уровень образования и просвещения, чтобы добровольно заявить о своей лояльности Германии. Он вывел это из своего убеждения, что они на самом деле были немцами «по крови и по происхождению». Для гауляйтера люксембургская независимость была «абсурдной идеей», которая существовала только потому, что монархия и правительство взращивали ее: «если люксембуржцам предъявят доказательства их принадлежности к немецкой нации, желание быть независимым должно исчезнуть».

### Германизация
Администрация Симона прибыла в Люксембург, полностью убежденная в том, что «немецкость» люксембуржцев просто лежит под тонким внешним слоем французского влияния. Это, в свою очередь, означало, что после некоторого решительного «распутывания» его администрации немецкий характер населения по существу проявит себя.
У Симона было две четкие цели:
- Нацификация и германизация Люксембурга, т.е. Исчезновение всего, что не было немецкого происхождения, например, французских имен и слов французского происхождения или французского образа жизни.
- Разрушение и расчленение люксембургских государственных институтов и присоединение страны к Третьему рейху

Его самая первая серия указов очень четко прояснила эту политику:
- 6 августа 1940 г .: немецкий язык стал единственным официальным языком, а использование французского языка было запрещено. Запрет распространялся на служебное и административное использование, а также на повседневную жизнь. Были запрещены даже французские выражения вежливости, такие как «Bonjour», «Merci», «Monsieur», «Madame» и т.д.: люди, приветствующие друг друга, должны были говорить «Heil Hitler»[2].
- Осень 1940 г. Политические партии и независимые профсоюзы, парламент и Государственный совет были распущены[1]. Все общественные организации и пресса находились под контролем нацистов.
- До конца 1940 г. было введено немецкое законодательство, в том числе законы специальные суды и Нюрнбергские законы.
- 31 января 1941 г .: звучащие по-французски фамилии, имена, топонимы, названия магазинов и компаний были германизированы, то есть заменены на их немецкий аналог или просто на то-то более германское[1][2]. Анри стал Генрихом, Дюпон стал Брюкнером.
- 18 февраля 1941 г .: ношение берета было запрещено[2].
- С мая 1941 года многим люксембургским молодым людям было приказано вступить в Имперскую службу труда[1].

Была начата массированная пропагандистская кампания с целью повлиять на население, в то время как не только диссидентам и критикам, но и учителям, чиновникам и ведущим бизнесменам угрожали потерей работы, если они не присоединятся к нацистским организациям, что привело к значительному увеличению набора образованных людей в нацистские  организации. Центральный реестр задокументировал личное мнение о нацистском режиме почти каждого гражданина. Люди, которые открыто выступали против режима, теряли работу или были депортированы, в основном в Восточную Германию, а в худших случаях отправлены в лагеря смерти, где многие из них погибли.
Оккупационные власти пытались охватить Люксембург сетью политических, социальных и культурных организаций, подобных существовавшим в Германии, в том числе: Гитлерюгенд, Союз немецких девушек, «Зимняя помощь», Национал-социалистическая женская организация и Германский трудовой фронт.
В сентябре 1944 года территория Люксембурга была занята американскими войсками. После войны Люксембург снова обрёл независимость.

## Административное деление
Территория области делилась на четыре района.
- Городские районы (внерайонные города):
  - Люксембург (нем. Stadtkreis Luxemburg)
- Сельские районы:
  - Дикирх (нем. Landkreis Diekirch), центр — Дикирх
  - Эш (нем. Landkreis Esch), центр — Эш-ан-дер-Альзетт
  - Гревенмахер (нем. Landkreis Grevenmacher), центр — Гревенмахер